# カラスムギ
カラスムギ（烏麦、学名：Avena fatua）は、イネ科カラスムギ属の越年草。ただし、カラスムギ属の総称、また、同属の栽培穀物であるエンバク（Avena sativa）の別名でもある。
なお、エンバク（Avena sativa）との関係については、形態学的にエンバク属の Avena には二倍体のサンドオート（Avena strigosa）と六倍体の普通エンバク（A. sativa）があり、一般に普通エンバクの祖先野生種として、いずれも六倍体である野生型のオニカラスムギ（A. sterilis）と雑草型のカラスムギ（A. fatua）が知られている。ただし、伝播の違いなどから栽培エンバクが雑草型のカラスムギから進化したという点には否定的な説もある。

## 分布
原産地はヨーロッパから西アジアにかけての地域。
北アメリカ、南アメリカ、アフリカ、アジア、オセアニアの非常に広い地域で外来種として定着している。日本では史前帰化植物として全国に分布している。

## 特徴
草丈30-100cm。春から初夏にかけての野草として見られる。日当たりの良い畑地、休耕地、牧草地、河川敷、路傍などに生育する。
野生のカラスムギの穎果を覆う穎には屈曲した長い芒（のぎ）があり、穂から脱落するとこの芒が乾湿運動によって屈曲点を軸に回転を繰り返す。この回転運動によって穎果は土壌に押し込まれ、発芽に有利な位置に置かれる。

## エピソード
北欧神話でカラス麦にまつわるエピソードがある。大地の神ベルダは、畑に害を加えるものがないように狼人間に見張らせていた。しかし、いたずら好きの神ロキが、見張りをかいくぐってカラス麦の種を蒔いた。このことから、暑いとき畑に陽炎がたつと、「ロキがカラス麦を蒔いている。」と言われる。
なお、牧草としての価値があり、馬の飼料に利用されている。

### 抗癌作用を主張する研究
かつて、カラスムギはデザイナーフーズ計画のピラミッドで3群に属しており、3群の中でも、バジル、タラゴン、マスクメロン、アサツキと共に3群の上位に属する、癌予防効果のある食材であると位置づけられていた。